# あり方
あり方(ありかた、英: attitude )とは、市民を受け止める行政の姿勢である。それは、時には、理想像や偶像でもありうる。

## 概要
あり方とは、行政の姿勢において、やり方、方法と対をなすものであり、典型的には公園や公教育、病院といった公共財に形態として現れるものである。
主に行政のあり方、などといわれる。
ここから、店舗が客層を受け止める姿勢や、さらには、若者層や高齢者層などの行政の政策を受け入れる一定の層の態度などへと意味が広がっていった。

### 理想化
心理やビジネスのコンサルタント等の中には「あり方」をクライエントの自律性や自発性といった自分らしさの意味で理想化して用いるものも多い。器の大きさを暗示することでの一定の層への誘導の可能性があり自覚を要する。現実性や自己実現への配慮が必要である。